# Association internationale des étudiants en sciences économiques et commerciales
AIESEC est une organisation internationale à but non lucratif, apolitique, et indépendante, entièrement gérée par des étudiants et par des récents diplômés du supérieur. Elle est membre du comité permanent de l'UNESCO et serait la plus grande organisation estudiantine dans le monde,.  
Depuis 2009, ses membres la définissent comme une « plateforme globale permettant aux jeunes d'explorer et de développer leur potentiel de leadership »,. 
À l'origine, AIESEC signifiait « Association Internationale des Étudiants en Sciences Économiques et Commerciales » et elle accueillait uniquement les étudiants évoluant dans ces domaines. Depuis, l'association s'est ouverte à tous les cursus, mais le sigle est resté le même pour des raisons de branding.

## Repères historiques et missions
AIESEC est fondée en 1948 en Europe afin de développer des relations amicales entre les pays membres,. Ces membres fondateurs étaient respectivement issus de la Belgique, la France, le Danemark, la Finlande, la Norvège, la Suède et des Pays-Bas (qui accueillera plus tard le siège de l'organisation). Le quarantième anniversaire, en 1988, a donné lieu à un salon international du recrutement.
Le 9 novembre 1963, sous l'impulsion de l'Union Nationale des Étudiants en Droit, Gestion, Sciences Économiques et Politique (U.N.E.D.E.S.E.P.) les étudiants en sciences économiques de France obtiennent une représentation à l'A.I.E.S.E.C.
En 2016, le réseau AIESEC compte 70 000 membres actifs dans 126 pays, répartis dans plus de 2 400 universités. Elle compte 5 000 organisations partenaires et en 2016 son réseau alumni dépasse 1 000 000 personnes,. Après Rotterdam, l'organisation décide d'implanter son siège international à Montréal , au Canada, en 2017. 
Elle gère des milliers de stages dans de nombreux pays, à travers les cinq continents, ainsi que des conférences et débats,,.

## Membres
En 2017, AIESEC se trouvait dans plus de 125 pays. 
AIESEC entretient des relations officielles avec des organismes des Nations Unies puisqu'elle bénéficie du statut consultatif auprès du Conseil économique et social des Nations unies (ECOSOC), de l’Organisation internationale du travail (OIT) et de l'Organisation des Nations unies pour l'éducation, la science et la culture (UNESCO). AIESEC entretient également des relations avec l’Organisation des Nations unies pour le développement industriel (ONUDI).
En 2016, AIESEC compte, en France, 20 bureaux locaux, par AIESEC France. Elle est organisée sous forme d'une fédération d'associations loi de 1901 reconnue d’utilité publique qui rassemble plus de 400 étudiants de douze universités et écoles de commerce et d’ingénieurs. 

## Célèbres alumnis d'AIESEC
- Helmut Kohl, chancelier allemand (1982-1998)[17],[18]
- Kofi Annan, secrétaire général des Nations unies[19],[20]
- Gloria Macapagal-Arroyo, présidente des Philippines[21]
- Martti Athisaari, prix Nobel de la Paix en 2008[22], Président de la République finlandaise de 1994 à 2000[19].
- Robert Kennedy, procureur général des États-Unis, puis sénateur de l'État de New York[23],[24]
- Bill Clinton, président des États-Unis (1993-2001)[25],[26]
- Mario Monti, universitaires, économiste, homme d’État italien[27]
- Cavaco Silva, un homme d'État portugais, président de la République[27],[26],
- John Kerry, secrétaire d'État des États-Unis au sein de l'administration de Barack Obama, pour son deuxième mandat à la présidence des États-Unis[27].
- Micheline Calmy-Rey présidente de la Confédération suisse[27],[26].
- Aleksander Kwasniewski, président de la République de Pologne[27],[26].
- Fernando Carro de Prada, est un dirigeant espagnol, président de la direction de la Bayer 04 Leverkusen Fußball GmbH depuis le 1ᵉʳ juillet 2018.
- Aziz Akhannouch, est un homme d'affaires et homme d'État marocain, chef du gouvernement du Maroc depuis le 7 octobre 2021.